# Ribas de la Valduerna
Ribas de la Valduerna es una localidad del municipio de Palacios de la Valduerna, situada en el sur de la provincia de León, en la comunidad autónoma de Castilla y León, a 53,6 kilómetros de León y a 4,8 kilómetros de La Bañeza. Según el padrón municipal de habitantes, a 1 de enero de 2012 Ribas de la Valduerna contaba con 126 habitantes.
|  |

## Símbolos
Ribas de la Valduerna tiene una bandera y escudo oficiales que son los del municipio de Palacios de la Valduerna. También tiene un pendón propio, que es la bandera típica y antigua del pueblo.

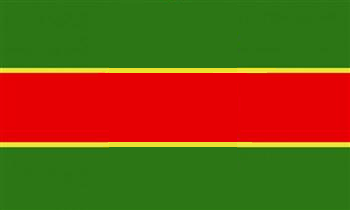
Versión de la bandera oficial sin escudo de Ribas de la Valduerna.

## Geografía
Ubicación
El pueblo de Ribas de la Valduerna se sitúa en la ribera derecha del río Duerna, a una altitud de 800 m s. n. m., en la subcomarca de La Valduerna. Sus coordenadas son 42°18′23″N 5°57′11″O / 42.30639, -5.95306.
Pertenece al término municipal de Palacios de la Valduerna, ayuntamiento que limita con los términos municipales de La Bañeza, al este, con el de Miñambres de la Valduerna al oeste, con el de Santa María de la Isla al norte y finalmente limita al sur con Santa Elena de Jamuz.
| Noroeste: Redelga de la Valduerna | Norte: Palacios de la Valduerna | Noreste: Cementerio de Ribas y Autovía del noroeste (A-6) |
| Oeste: Miñambres de la Valduerna  |                                 | Este: Santiago de la Valduerna                            |
| Suroeste Tabuyuelo                | Sur: Monte del Teleno           | Sureste: La Bañeza                                        |

## Transporte
Carreteras
Por el pueblo pasa una carretera local básica que lo comunica con La Bañeza en menos de siete minutos, y a cuatro kilómetros, en el pueblo vecino de Palacios de la Valduerna (sede del municipio), se encuentra una vía de alta capacidad, la Autovía del noroeste, que comunica en tres horas el pueblo con Madrid (la capital de España), y también en Palacios se toma la Nacional VI, que comunica en menos de 20 minutos con Astorga.
| Identificador                    | Itinerario          |
| -------------------------------- | ------------------- |
| A-6                              | Madrid-La Coruña    |
| N-VI                             | Madrid-La Coruña    |
| CV-231-6 (Carretera de Villalís) | La Bañeza-Robledino |

Autobús
En el pueblo hay una parada de autobús que opera la empresa ALSA que conecta el pueblo con La Bañeza.

## Gobierno y administración
En las elecciones municipales del año 2011 ejercieron su derecho, entre Palacios de la Valduerna y Ribas de la Valduerna, 313 votantes (73,30% de participación), se abstuvieron 114 (26,70% de no participación) y votaron en blanco cinco (1,65%).
| Partidos políticos en el Ayuntamiento de Palacios de la Valduerna |            |
| Partido político                                                  | Concejales |
| Partido Popular (PP)                                              | 5          |
| Partido Socialista Obrero Español (PSOE)                          | 2          |

## Economía
La agricultura es la principal fuente de ingresos del pueblo. Los terrenos son de regadío principalmente, excepto algunos terrenos situados en el monte.
El turismo es un sector secundario en el pueblo; ingresa una pequeña cantidad de dinero en el bar durante el verano, aunque se incrementa durante las fiestas del pueblo en septiembre.

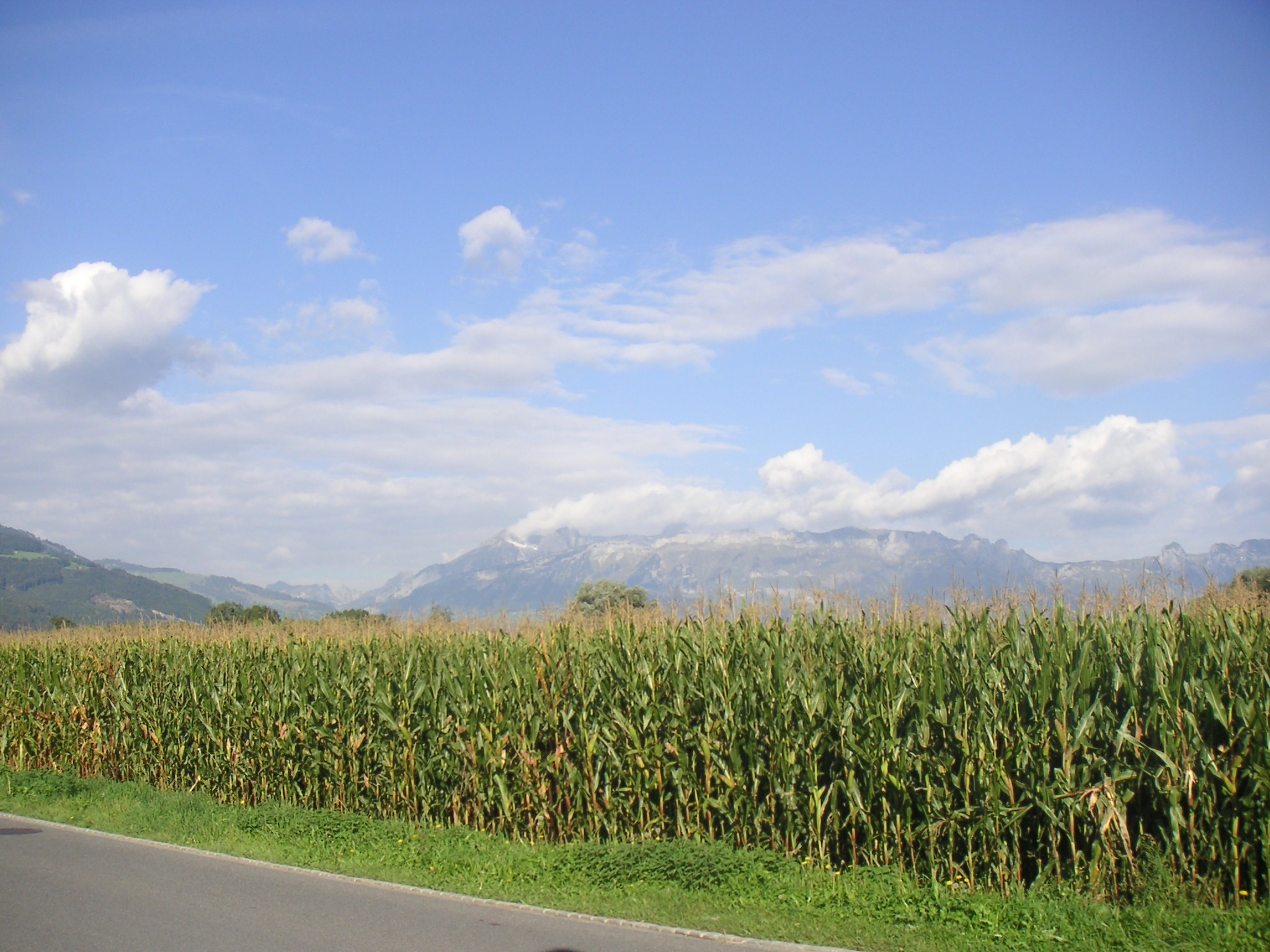
El maíz se cultiva mucho en la zona.

## Cultura
La iglesia de Santa Eulalia es el principal atractivo turístico, junto al depósito, cuya agua es de una calidad excelente. Se pueden visitar también casas imponentes y antiguas de principios del siglo XX, como por ejemplo la del duque de Tabuyo. En el pueblo hay varios libros de importante contenido cultural y artístico.

## Fiestas
Hay tres fiestas en el año: la fiesta de la patrona del pueblo, Santa Eulalia, la fiesta del patrono del pueblo, San Vitorio, y la más importante del año, la fiesta Sacramental del pueblo o también llamada fiestas oficiales de Ribas de la Valduerna, que son el tercer fin de semana de septiembre.
Hostelería
Hay un solo bar en el pueblo, situado en la carretera de Villalís, cuyos ingresos mayores son en las fiestas.